# Чжан Хуейян
Чжан Хуейян (*张惠言, 1761 —1802) — китайський поет часів династії Цін, засновник Чанчжоуської школи поетів.

## Життєпис
Про ЧЧжан Хуейян відомо замало. Походив з бідної родини. Народився у м.Уцзінь (округ сучасного міста Чанчжоу, провінція Цзянсу). Рано втратив матір. Разом з тим з дитинства виявив здібності до навчання. У 1799 році успішно склав імператорський іспит, отримавши вищу вчену ступінь цзіньши. Деякий час залишався викладачем в імператорський академії. Згодом повернувся до рідного міста. Помер у 1802 році. 

## Творчість
Став засновником Чанчжоуської школи поетів, сформувавши теоретичні засади поезії, що впливали на розвиток китайської літератури часів династії Цін протягом тривалого часу. Особливістю поезії Чжана було широке використання підтексту, метафори, символів, натяків, аналогій та алегорій, що відповідало погляду на вірш як на музично-невловимий вираз емоційного стану автора. Свої вірші зібрав у збірку «Мін-ке-вень» з 5 томів. 